# تشارلز هاملين
تشارلز هاملين (بالإنجليزية: Charles Hamlin)‏ هو مجدف أمريكي، ولد في 28 مارس 1947 في نورثهامبتون في الولايات المتحدة.

## وصلات خارجية
- تشارلز هاملين على موقع الاتحاد الدولي للتجديف (الإنجليزية)
- تشارلز هاملين على موقع أوليمبيديا (الإنجليزية)